# Janadesh 2007

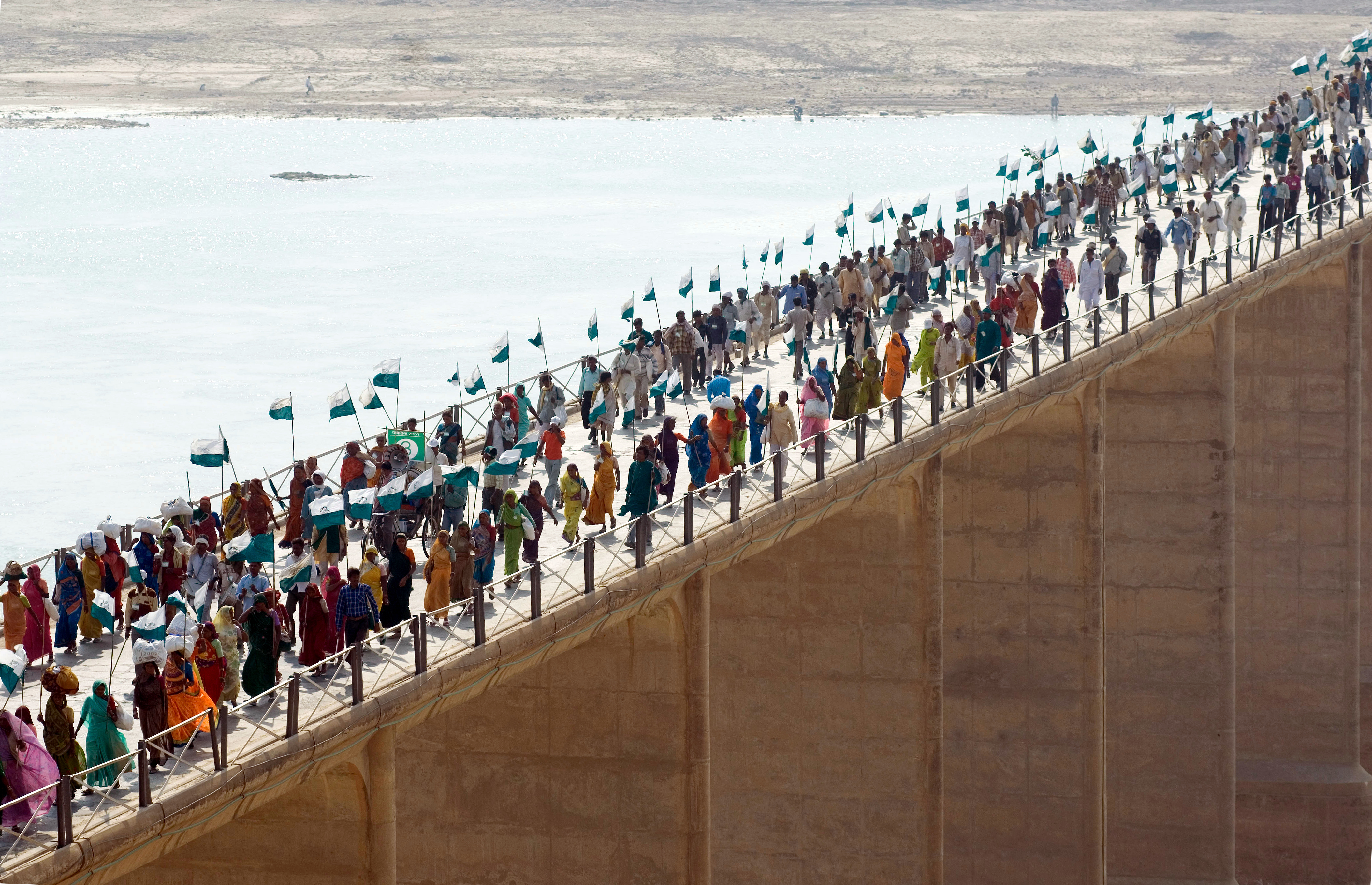
Les marcheurs de Janadesh 2007 traversant la rivière Chambal, sur leur route vers Delhi.

Janadesh est un mot hindi qui signifie « le verdict du peuple ». Il s’agit d’une campagne nationale non-violente lancée par le mouvement Ekta Parishad afin de revendiquer le droit à la terre pour tous, en Inde. Cette campagne commence en 2005 et culmine sous la forme d’une marche de 350 km en octobre 2007, qui réunit 25 000 marcheurs. 
Elle vise à redonner une dignité aux populations marginalisées grâce à l'accès à la terre et à des ressources naturelles et économiques appropriés. Elle mobilise les communautés (principalement tribales et intouchables) dans un combat non-violent, pratique de la désobéissance civile essentiellement, au niveau local, national et international.

## L’histoire de laréforme agraireen Inde et l’aboutissement de Janadesh
En Inde, la réforme foncière est un “chantier inachevé”. Après l’indépendance indienne, les gouvernements successifs ont théoriquement accepté la réforme foncière comme une base pour la justice sociale et le développement socio-économique. Même le gouvernement national actuel est arrivé au pouvoir en promettant une reforme foncière. Mais aucun progrès n’a été fait dans l’application des lois concernant la terre, ni dans la distribution de terres aux sans terre.
D’après la Constitution Indienne, la réforme foncière est une compétence du gouvernement étatique. Ainsi, seules les Législations étatiques ont le pouvoir de promulguer des lois pour la réforme foncière. Leur application est également de leur seule responsabilité. Le Parlement et le Gouvernement Indien n’ont pas la possibilité d’ériger des lois concernant le foncier, ou de les appliquer, ni même de donner des directives aux gouvernements fédéraux. Chaque État du pays a donc ses propres lois, et son propre rythme pour les appliquer.
Mais la forêt et la nature “sauvage” sont par contre des sujets centraux. Toutes les lois concernant la gestion des forêts et la protection des espaces naturels sont des lois nationales, souvent en contradiction avec les lois foncières. De plus, le Land Acquisition Act de 1984 permet à l'État Central Indien de réserver une terre pour “l’intérêt public” sans pour autant définir ce terme. On observe donc, finalement, une centralisation du pouvoir sur les ressources naturelles.
On observe également des conflits d’intérêts entre les lois nationales elles-mêmes. C’est le cas pour les différentes lois forestières et la récente “Loi tribale” de 1996. Alors que les premières restreignent l’accès aux forêts, la dernière affiche l’objectif de donner aux “tribaux” des droits de propriété sur les ressources naturelles (y compris les forêts). La question du contrôle et de l’accès aux ressources naturelles est ainsi compliquée par le chevauchement de lois, qui entrent en conflit. Dans ce cadre législatif, il est très facile pour les gouvernements (central et fédéraux) de fuir leurs responsabilités, s’accusant les uns et les autres des souffrances du peuple. À cela s’ajoutent les luttes de pouvoir entre fonctionnaires des administrations centrales, administrations fédérales et fractions politiques diverses.
Privatisation, Libéralisation et Globalisation sont les derniers éléments d’une situation déjà chaotique dans le domaine des ressources naturelles. Il est alors impossible pour les “pauvres” de ce pays d’exercer leur droit de vivre.
Ekta Parishad, tenant compte des expériences passées, est persuadé que la création d’une Autorité Foncière Nationale est un moyen de pression sur les gouvernements, et que Janadesh 2007 engendrera une réponse significative de la part du gouvernement.
Les campagnes précédentes menées par Ekta Parishad au niveau des États fédéraux ont montré les limites de ces campagnes localisées. En effet, elles permettent seulement de réduire temporairement l’intensité du problème, et de trouver des solutions partielles à une question qui nécessite un changement radical des institutions. Janadesh 2007 est donc conçue comme une campagne nationale qui sera à même de connecter les luttes locales, de réunir nombre de personnes et d’organisations ; et ainsi de donner une impulsion nécessaire aux réformes foncières et au contrôle communautaire des ressources naturelles.
Janadesh 2007 est un ultimatum adressé au gouvernement : résoudre les problèmes fonciers ou faire face à des actions directes non-violentes.

## Déroulement de la marche de Janadesh 2007

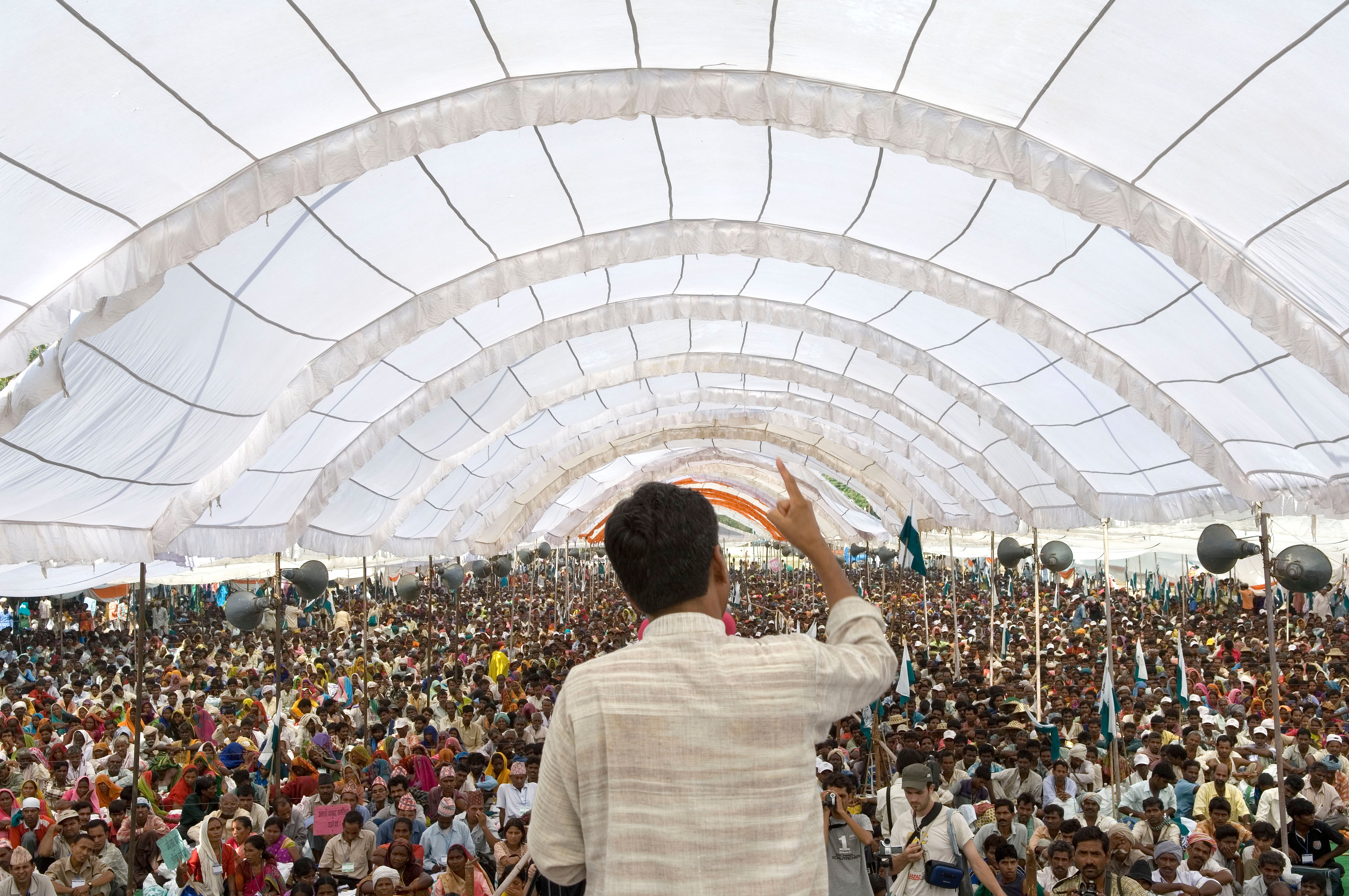
Rajagopal s'adressant aux milliers de participants de Janadesh 2007

La marche finale de Janadesh 2007 a regroupé 25 000 personnes pendant 26 jours (du 2 octobre 2007 au 28 octobre 2007) dans le Nord de l’Inde, entre Gwalior (Etat du Madhya Pradesh) et New Delhi (la capitale). 
À l’arrivée à Delhi, de nombreux activistes indiens ainsi que 100 000 participants ont attendu les marcheurs pour une manifestation pacifique. Cette marche est d’une envergure sans précédent : c’est le plus grand mouvement de plaidoyer pour les droits des Sans terre depuis le combat de Gandhi et l’indépendance de l’Inde.

## Objectif de cette marche
Ekta Parishad (le mouvement qui organise Janadesh) veut faire pression sur le gouvernement pour résoudre le problème de la terre en Inde et assurer la sécurité alimentaire de ses citoyens, grâce à l’accès à trois ressources primordiales : l’eau, la forêt et la terre. Pour cela, il faut que les intouchables, les paysans sans terres et autres marginalisés de la société indienne puissent exprimer ouvertement les problèmes qu’ils rencontrent au gouvernement.
Les dirigeants du pays ont été alertés sur les revendications du peuple pour ses droits fondamentaux, notamment lors d’une rencontre entre le premier ministre indien, Manmohan Singh, et Rajagopal, le président d’Ekta Parishad, le 24 décembre 2005.
Mettre en avant « le verdict du peuple » est un moyen de pression pour démarrer un calendrier de changements sociaux qui vise à supprimer la pauvreté et rendre justice aux plus démunis (sous forme de droits fonciers, entre autres). Ce mouvement gagne graduellement les sphères nationales et internationales.
Plus spécifiquement, les trois revendications majeures de Janadesh sont : 
- la création d’une autorité foncière nationale qui pourra uniformiser la législation foncière et mettre en place une structure pour la gestion des conflits sur ce sujet ;
- la formation de tribunaux locaux accélérés qui pourront résoudre les désaccords fonciers en cours, générateurs de violence et d’exclusion. Ces tribunaux permettront, par la suite, de gérer les problèmes fonciers au niveau local.
- la recherche de sarvodaya (recherche d’une forme de société visant au bien-être de tous), qui réunit satyagraha (la recherche de la vérité et la lutte contre l’injustice) et désobéissance civile, l’entité Ekta Parishad est née en 1989, mais les organisations qui la composent travaillent avec les communautés rurales indiennes depuis les années 70.

Ce mouvement de masse travaille dans 8 États de l’Inde (Madhya Pradesh, Chhattisgarh, Orissa, Bihar, Jharkhand, Uttar Pradesh, Tamil Nadu et Kerala), en contact direct avec 4000 villages, soit 5 millions d’Indiens. Les membres d’Ekta Parishad concentrent leurs efforts dans des zones reculées où l’agriculture est le principal moyen de subsistance.

## La participation internationale à Janadesh 2007
Janadesh n’est pas seulement un évènement indien puisqu’il appelle aussi à une mobilisation internationale. De nombreux organismes (Mouvement des sans-terre, notamment) soutiennent cette marche, en Europe, en Amérique du Nord, en Amérique Latine, en Asie et en Afrique.
Des lettres d’informations, des expositions et des films sont produits sur ce sujet. La journée du 17 avril a été instituée « Journée des luttes paysannes » par Via Campesina en hommage aux paysans sans terre brésiliens tombés en 1996 sous les balles des soldats réprimant une manifestation pacifique. À l’occasion du 17 avril 2007, la Confédération paysanne, Peuples Solidaires, Frères des Hommes et Solidarité ont publié un communiqué de presse conjoint annonçant le soutien à la Campagne Janadesh 2007.Le Mouvement pour une Alternative Non-violente (MAN) a soutenu cette marche en France.
Des marches de soutien sont prévues de Berne à Genève pour annoncer la Campagne et sensibiliser le grand public. Une caravane Janadesh sillonnera l’Europe et les festivals en proposant des animations à destination du grand public sur les problématiques d’accès à la terre. Enfin, une campagne de plaidoyer parlementaire, organisée par Ekta Europe, vise à sensibiliser les élus européens sur Janadesh et leur proposant d’écrire au Premier Ministre indien.
Ainsi, l’ensemble du mouvement Janadesh mobilisera 150 000 personnes environ, à travers différentes actions. 25 000 indiens vont adresser une lettre au Premier Ministre accompagnés par 25 000 autres personnes de tous les points du globe. 25 000 plaintes foncières précisément documentées seront aussi adressées au gouvernement. 25 000 enfants porteront les bracelets de l’amitié de Janadesh et 25 000 adultes (dont 250 étrangers parmi lesquels des ONG partenaires, des journalistes et divers partisans) se préparent pour la marche. 25 000 personnes autour du globe sponsorisent ceux qui marchent.